# Шихабов, Салман Сайд-Хусейнович
Салма́н Сайд-Хусе́йнович Шиха́бов — российский спортсмен, призёр чемпионата России по рукопашному бою, чемпион России и мира среди ветеранов, мастер спорта России, тренер.

## Спортивные результаты
- Чемпионат России по рукопашному бою 2009 года — ;
- Чемпионат России по рукопашному бою среди ветеранов 2010 года — ;
- Чемпионат России по рукопашному бою среди ветеранов 2011 года — ;
- Чемпионат мира по рукопашному бою среди ветеранов 2011 года — ;

## Известные воспитанники
- Шихабов, Беслан Салаудиевич (1982) — кикбоксер, призёр чемпионата России, чемпион и призёр чемпионатов мира, мастер спорта России, тренер.
- Шихабов, Муса Салаудиевич (1985) — кикбоксер, чемпион Казахстана, России и мира, мастер спорта России, старший тренер бойцовского клуба «Беркут», Заслуженный тренер России, президент федерации кикбоксинга Чеченской Республики.